# 불성
불성(佛性, 산스크리트어: Buddha-dhātu)은 '부처[佛]의 본성[性]', '깨달음[佛 · 보리] 그 자체의 성질[性]', 또는 '부처[佛]가 될 수 있는 가능성[性]'을 뜻하는 불교 용어이다. 불성은 여래장(如來藏, 산스크리트어: Tathāgatagarbha)과 같은 뜻으로 쓰인다.
불성은 산스크리트어 붓다 다투(Buddha-dhātu)를 번역한 것인데, 붓다(Buddha)를 음에 따라 번역한 불(佛)과 다투(dhātu)를 뜻에 따라 번역한 성(性)이 합쳐져서 이루어진 낱말이다. 붓다 다투(Buddha-dhātu)는 각성(覺性: 깨달음의 성품)이라고 번역되기도 한다. 각성(覺性)은 붓다(Buddha)를 뜻에 따라 번역한 각(覺)과 다투(dhātu)를 뜻에 따라 번역한 성(性)이 합쳐져서 이루어진 낱말이다. 붓다 다투(Buddha-dhātu)는 영어로는 Buddha-nature (부처 성품), Buddha Element (부처 요소) 또는 Buddha-Principle (부처 원리)로 번역된다.
원래 부처는 고타마 붓다(석가모니불)만을 지칭한 것인데, 대승불교에서는 모든 것에는 본래 부처와 똑같은 본성(불성)이 갖추어져 있다고 주장하였다. 특히 대승불교 경전인 《대반열반경(大般涅槃經)》에서는 일체중생실유불성(一切衆生悉有佛性: 일체의 중생은 모두 불성을 갖는다)이라고 언명하여 이러한 사상을 명백히 표현하고 있다.
대승불교에서는 중생의 마음의 구조에 대하여, "마음은 본래 청정하여 부처가 될 수 있는 종자를 갖추고 있으나 우발적 · 일시적으로 밖으로부터 마음을 더럽히게 하는 근심 · 걱정에 뒤덮여 더러워져 있을 뿐이다"라고 강조한다. 따라서, 객진(客塵)인 번뇌의 진(塵)을 떨어내어 더러움(汚)이 없어졌을 때가, 즉 부처가 될 종자가 전면적으로 나타나는 때가 곧 깨달음(悟)이며 성불(成佛)이라고 주장한다. 그리고 이러한 견해는 대승불교의 가장 대표적인 입장 중 하나를 이루고 있다.

## 같이 보기
- 반야
- 보리
- 진여
- 대승불교
- 여래장 사상
- 일심 사상
- 대승기신론
- 견성성불
- 즈나나
- 아트마 즈나나

## 참고 문헌
- 이 문서에는 다음커뮤니케이션(현 카카오)에서 GFDL 또는 CC-SA 라이선스로 배포한 글로벌 세계대백과사전의 내용을 기초로 작성된 글이 포함되어 있습니다.